# Soswa (Swerdlowsk)
Soswa (russisch Сосьва) ist eine Siedlung städtischen Typs in der Oblast Swerdlowsk (Russland) mit 9634 Einwohnern (Stand 14. Oktober 2010).

## Geographie
Die Siedlung liegt im Westen des Westsibirischen Tieflandes, gut 260 km Luftlinie nordöstlich der Oblasthauptstadt Jekaterinburg am linken Ufer der Soswa.
Soswa gehört zum gleichnamigen Stadtkreis Soswa (zuvor Rajon Serow) und liegt 85 km südöstlich von dessen Verwaltungszentrum Serow.

## Geschichte
Als erste russische Siedlung in der zuvor ausschließlich von Mansen besiedelten Gegend um das heutige Soswa entstand um das Jahr 1600 das einige Kilometer flussaufwärts am jenseitigen Flussufer gelegene Dorf Koschai. Eine Vielzahl von Orten wurde von – teils verbannten – Strelizen und anderen Umsiedlern aus dem Gebiet von Werchoturje nach 1680 gegründet. Im 18. und 19. Jahrhundert bildeten diese Ortschaften die Wolost (Dorfgemeinschaft) Soswa des Ujesds Werchoturje.
1880 wurde auf den Ländereien des Dorfes Koschai mit der Errichtung des Eisenwerkes Soswinski Sawod („Soswa-Werk“) begonnen, aus dessen Werkssiedlung sich das heutige Soswa entwickelte. Das Werk wurde 1927 bereits wieder geschlossen, an seiner Stelle jedoch ein Kombinat für Holzverarbeitung errichtet.
Am 16. November 1938 erhielt der Ort unter dem heutigen Namen des Status einer Siedlung städtischen Typs.
Von 1941 bis mindestens 1960 befand sich in Soswa die Verwaltung von SewUralLag (russisches Kurzwort für Sewero-Uralski ITL bzw. Sewero-Uralski isprawitelno-trudowoi lager, deutsch etwa „Besserungsarbeitslager Nordural“) im System der Gulag mit zeitweise mehr als 33.000 Häftlingen. Bis heute existiert in Soswa ein größeres Straflager.
Seit 1923 gehörte die Siedlung zum Rajon Nadeschdinski, der 1940 gemeinsam mit der Stadt in Rajon Serow umbenannt und im Rahmen der Verwaltungsreform in Russland 2005 in den Stadtkreis Soswa umgewandelt wurde.

## Bevölkerungsentwicklung
| Jahr | Einwohner |
| ---- | --------- |
| 1939 | 5.337     |
| 1959 | 14.283    |
| 1970 | 11.295    |
| 1979 | 10.463    |
| 1989 | 10.412    |
| 2002 | 10.341    |
| 2010 | 9.634     |

Anmerkung: Volkszählungsdaten

## Wirtschaft und Infrastruktur
In Soswa als Forstwirtschaftszentrum gibt es Betriebe der holzverarbeitenden Industrie.
Acht Kilometer südwestlich des Ortszentrums liegt die Station Soswa Nowaja („Neu-Soswa“) der auf diesem Abschnitt 1947 eröffneten Eisenbahnstrecke Serow – Alapajewsk – Bogdanowitsch (Streckenkilometer 91). Von der weiter nördlich gelegenen Station Nowaja Sarja der Strecke (km 81) zweigt eine 16 km lange Güteranschlussstrecke ab, die bis ins Ortszentrum führt (Station Soswa). Diese war bereits seit Anfang des 20. Jahrhunderts Teil einer Schmalspurstrecke ab Serow (damals Nadeschdinski Sawod, mit gleichnamigem Eisenwerk), die 1935 auf Breitspur umgebaut wurde.
Ab 1948 wurde von Soswa ausgehend im Gebiet rechts der Soswa ein der Forstwirtschaft, aber auch der Personenbeförderung dienendes Schmalspurstreckennetz mit einer Spurweite von 750 mm errichtet. Es wurde nach dem zunächst erreichten Dorf Solowjowka Solowjowsker Schmalspurbahn genannt und besaß in seiner Blütezeit eine maximale Länge von etwa 350 km. Nachdem die hölzerne Brücke im Streckenverlauf, die bei Soswa den Fluss Soswa überquerte, 1998 von einem Hochwasser zerstört worden war, wurde der Betrieb etwa 2007 fast ganz eingestellt. Nur ein kurzer Abschnitt im Bereich der Siedlung Soswa am linken Flussufer wird für Zwecke des hier befindlichen Straflagers weiterhin befahren.
Straßenverbindung von Soswa besteht ebenfalls in Richtung Serow. Andere Straßen führen in südlicher Richtung zur Siedlung Wostotschny an der Tura und weiter nach Werchoturje sowie die Soswa abwärts ins Verwaltungszentrum des benachbarten Rajons Gari. Eine Straßenbrücke über die Soswa gibt es einige Kilometer oberhalb der Siedlung im Verlauf der Straße in Richtung Wostotschny seit etwa 2009.

## Söhne und Töchter des Ortes
- Eugen Ruge (* 1954), deutscher Schriftsteller und Regisseur